# 苫米地英人
苫米地 英人（とまべち ひでと、1959年9月7日 - ）は、日本の認知科学者（機能脳科学、計算言語学、認知心理学、分析哲学）。カーネギーメロン大学計算言語学博士（Ph.D. in Computational Linguistics）。かつて「苫米地 英斗」と表記されていた時期がある。世界の戦争と差別をなくすのがゴールと語る。サインは一念三千。脱洗脳をテーマに活動している。
カーネギーメロン大学サイバーセキュリティアンドプライバシー研究所（サイラブ）フェロー。ジョージ・メイソン大学コマンド・コントロール・コミュニケーションズ・コンピューティング・インテリジェンスアンドサイバーセンター(C4I and Cyber Center)研究教授。早稲田大学研究院客員教授。中国南開大学情報技術科学学院客座教授。ロシア国立極東連邦大学客員教授。株式会社ドクター苫米地ワークス代表。コグニティブリサーチラボ株式会社CEO。角川春樹事務所顧問。米国公益法人The Better World Foundation日本代表。米国教育機関TPIジャパン日本代表。天台宗ハワイ別院国際部長。公益社団法人日本ジャーナリスト協会会長兼理事長 聖マウリツィオ・ラザロ騎士団大十字騎士。

## 略歴
祖父は苫米地英俊（言語学者、衆議院議員、参議院議員）。
- 1979年：駒場東邦高等学校を卒業し、帰国子女として推薦入学で上智大学外国語学部に入学。
- 1981年：マサチューセッツ大学アマースト校コミュニケーション学部（ディベート専攻）留学。
- 1983年：上智大学外国語学部英語学科卒業（言語学）、三菱地所入社
- 1985年：イエール大学大学院計算機科学科博士課程（人工知能）入学[8]、イエール大学人工知能研究所・認知科学プロジェクト研究員（フルブライト奨学生）[9]
- 1987年：カーネギーメロン大学大学院哲学科計算言語学研究科博士課程転入[10]
- 1987年：カーネギーメロン大学計算機科学科研究員（-1992）[11]
- 1990年：ATR自動翻訳電話研究所滞在研究員[12][13]

- 1992年：徳島大学助教授（工学部知能情報工学科） 担当科目： 情報システム工学、データベース[14]
- 1993年：カーネギーメロン大学大学院博士課程修了（計算言語学博士号、Ph.D. in Computational Linguistics）[15]。
- 1995年：株式会社ジャストシステム 本社開発本部ディレクタ、ジャストシステム基礎研究所所長[16][17]、ハーバード大学医学部マサチューセッツ総合病院脳機能研究共同プロジェクト日本側代表[18]。
- 1996年：通商産業省情報処理振興審議会専門委員。ジャストシステム ピッツバーグ研究所（JPRC）取締役。
- 1998年：コグニティブ・リサーチ・ラボラトリィズ株式会社取締役[19]
- 2003年：中国南開大学情報技術科学学院客座教授[20]。
- 2000年:文部省領域研究ゲノム情報科学高速化委員[21]
- 2007年：カーネギーメロン大学サイバーセキュリティアンドプライバシー研究所（サイラブ）[22] フェロー[23]
- 2008年、米国の自己啓発家ルー・タイスとともに、米国認知科学の最新の成果を盛り込んだ能力開発プログラム「PX2」の日本向けアレンジに着手。日本における総責任者として普及に努めるようになった[24]。
- 2012年11月23日、第46回衆議院議員総選挙に北海道第4区から新党大地公認で立候補することを発表[25]。政務調査会長に就任、2012年12月15日までに小樽や札幌で街頭演説等を多数行う[26]。2012年12月16日、第46回衆議院議員総選挙で落選。
- 2013年:ロシア国立極東連邦大学客員教授就任[27][28]
- 2014-2019：河野克俊統合幕僚長期間中の自衛隊におけるサイバー軍の創設と留学生受け入れを含む教育にカーネギーメロン大学リエゾンとして協力[29][30][31]
- 2015年：公益社団法人自由報道協会会長就任[32]
- 2019年
  - サヴォイア王家諸騎士団日本代表就任[33]
  - ジョージ・メイソン大学C4I and Cyber Center客員教授就任（2021年より研究教授）[34][35]

現在は、ドクター苫米地ワークス代表、株式会社コグニティブリサーチラボCEO、角川春樹事務所顧問、天台宗ハワイ別院国際部長、カーネギーメロン大学サイラブフェロー、ジョージ・メイソン大学C4I and Cyber Center研究教授米国公益法人ベター・ワールド・ファウンデイション理事、一般財団法人BWFインターナショナル代表理事、合同会社TPIジャパンCEO、合同会社苫米地インスティチュートCEO、一般財団法人苫米地国際食糧支援機構代表理事。公益社団法人日本ジャーナリスト協会会長兼理事長。世界的なギターコレクターとしても知られる。

## 学術・公的活動

### 現行大学教職
- (米国) カーネギーメロン大学サイラブフェロー、ジョージ・メイソン大学C4I and Cyber Center研究教授
- (日本) 早稲田大学研究院客員教授

### 所属学会
- （日本）情報処理学会、人工知能学会、電子情報通信学会、言語処理学会等
- （日本国外）ACM、IEEE、アメリカ人工知能学会、米国計算言語学会、米国認知科学会（英語版）等

### 日本政府プロジェクト
- 1998年3月 通商産業省平成9年度高度情報化支援育成事業「ネットモバイル強化型の汎用動的計算機構の設計と構築」（9 情技応第 837 号）プロジェクト代表
- 1998年12月 通商産業省平成10年度先導的コンテンツ市場整備事業「使用による課金を実現する流通・供給・再利用の高度化環境の開発」（MMCA-2005）研究代表者[47]

### 特許
- 苫米地英人、野口直夫、『抗体接触型動的アンチウイルスシステム』、特願2000-404451[48]
- 苫米地英人、津田和彦、『電子メイル署名ウイルスチェックシステム』、特願2000-404452
- 苫米地英人、苫米地雅夫、『電子透かし情報埋め込み型音楽情報配信システム』、特願2005-216460
- 苫米地英人、『位置情報を考慮したP2P売買情報提供システム』、特願2004-372306

## 各種活動

### 学者、コンピュータ関連
- プログラム言語であるLISP言語の論文を、いくつか発表していた時期がある[49]。イェール大学大学院では、オブジェクト指向プログラミング言語のTにより、超並列処理システム、人工知能システムなどを構築している[50]。カーネギーメロン大学計算機科学部に移籍後は、専門の人工知能、自然言語処理の研究に不可欠なLISPプログラミングを、Common Lispの生みの親、スコット・ファールマンの下で学び、この縁からファールマンがジャストシステムピッツバーグ研究所所長に、苫米地が取締役に就任した。帰国後もCommon Lisp の研究を続け[51]、通産省の援助でCommon Lispで記述されたHTTPサーバである、Lispache（リスパッチ）などを発表している[52]。また、生産性が高いこと、完全に動的なオブジェクト指向であることからANSI Common Lispの普及にも尽力している[53][54]。
- P2P技術開発をP2P技術の創成期から進めており総務省予算の政府予算開発などを通して、P2P技術の普及を呼び掛けている[55]。P2P訴訟の初期の例として有名ないわゆるファイルローグ事件の裁判では「日本の健全な発展のためにP2Pを禁止すべきではない」と、東京地裁に意見書を提出している[56]。また、1990年代半ばから2000年代初頭にかけて通産省予算などの複数の政府予算ソフトウェア技術開発を行ったり米Apple社からことえりの開発を受託したりしている[57]。
- 近年、米国パートナーと独自開発したとする完全独自コーデックによるP2P型次世代動画配信システムKeyHoleTVは、2007年の参議院議員選挙で大勝した民主党に利用された[58]。開発元のコグニティブリサーチラボでは政党、思想を問わず技術をライセンスするとしている[59]。また、地上デジタル放送難視聴問題解決技術の実証として、2007年5月24日から7月28日まで行われた在京キー局のアナログ電波区域外再放送の実験にも用いられた。
- その他、LISPやP2P、自然言語処理、計算機科学、ニューラルネットワーク、計算言語学などに関する論文をカーネギーメロン大学、徳島大学、ATR（国際電気通信基礎技術研究所）、コグニティブリサーチなどの所属として過去に出している[60][61]。

### 科学的根拠が不明な仕事
- 「聞くだけで恋人ができる着うた」こと奇跡の着うたを開発、販売した。これは着うたのメロディによって脳内情報処理をコントロールし、積極的な状態へと精神状態をもってゆくという。他に「記憶力がよくなる着うた」、女性向けに「巨乳になる着うた」なども開発している。なお、これらは「10秒程度聞いてから応答するのが望ましい」ということだが、電話をかけている相手にとってみれば応答が遅いと思われそうである。これについてはディスカバリーチャンネルでも「巨乳になる着うた」と苫米地のインタビューが放映された。ディスカバリーチャンネルの番組内実験ではバストが3cm大きくなるという効果が放送され、反響を呼んだ。同番組では、サブリミナル効果として赤ちゃんの泣き声と、女性ホルモンに影響を与える音源が入れてあると明かしている。しかし根拠として学術誌に記載されるレベルの論文は発表もできておらず、美容業界でメロディの利用もされていない。

### ビジネスマンとして
- 2008年にテレビ東京系列の近未来ドラマ「ケータイ捜査官7」や角川春樹映画「神様のパズル」の監修をしている。また「神様のパズル」の主人公の穂瑞沙羅華（ほみず さらか）のキャラづくりのモデルとなったとされる[62]。実際、映画では原作と異なり、穂瑞は苫米地と同じカーネギーメロン大学を飛び級で卒業した天才少女という設定となっている。
- 『博士も知らないニッポンのウラ』（2008年7月1日配信）で脱資本主義を主張しているにもかかわらず、ビジネスマンとして積極的に活動していることを水道橋博士に冷やかされた際、脳科学の普及と研究費を集めることをビジネスの主な理由として挙げ、「そのためには魂売るぜ」と述べた。
- 最初の事業を成功させた際、その収益でフェラーリ2台を購入した。後に「日本の若い理系の学生たちに、科学者だって成功すればこんな買い物ができるんだ、って見せる意味合いも込めた」と雑誌のインタビューで語っている[63]。

### コーチング
- コーチとして、米国の自己啓発家ルー・タイス（1935年11月15日 - 2012年4月1日〈現地時間〉）[64]による自己変革プログラム、TPIE（英語:Tice Principle In Excellence）に携わっている[65]。

### 宗教・スピリチュアリズム関連、仏教
- 実話ナックルズの紙面上で、ダンテス・ダイジの著書こそがオウム真理教の教義面の最大のネタ本であると述べた[66]。
- 2000年代半ばのスピリチュアルブームを繰り返し批判していた。一方で仏教に詳しく[67][68]、日本仏教やインド密教との関係が深く、気功については情報的存在であると語る。輪廻転生に関しては、テロリズムなどを助長するなどの点から、本人が本気で信じていても主張してはいけないと批判した。また、比叡山延暦寺の本坊（総里坊）である滋賀院門跡にて天台宗で得度していることを2011年の著書[37]で明かしている。

### 政治的発言
- 反TPP、反増税論、9条以外反憲法改正論を、記者会見や著書などで主張している[69][70]。

## 著書

### 2000-2006年
- 『洗脳原論』春秋社、2000年2月15日。ISBN 978-4-393-36116-0。
- 『洗脳護身術―日常からの覚醒、二十一世紀のサトリ修行と自己解放』三才ブックス、2003年10月20日。ISBN 978-4-9155-4069-1。
- 『大好き!今日からのわたし。〜愛される心とからだをつくる秘密の呪文集〜』宝島社、2005年5月20日。ISBN 978-4-7966-4613-0。
- 『脳と心の洗い方』フォレスト出版〈Forest 2545 Shinsyo〉、2006年7月7日。ASIN B00MY68CTY。ISBN 978-4-8945-1232-0。

### 2007年
- 『心の操縦術 真実のリーダーとマインドオペレーション』PHP研究所、2007年1月5日。ISBN 978-4-569-65930-5。
- 『『ドクター苫米地の新・福音書 禁断の自己改造プログラム』』講談社、2007年7月24日。ISBN 978-4-0628-2059-2。
- 『スピリチュアリズム』にんげん出版、2007年7月27日。ISBN 978-4-9313-4419-8。
- 『夢をかなえる洗脳力』アスコム、2007年7月30日。ISBN 978-4-7762-0410-7。
- 『頭の回転が50倍速くなる脳の作り方』フォレスト出版、2007年6月21日。ISBN 978-4-8945-1264-1。

### 2008年
- 『洗脳支配―日本人に富を貢がせるマインドコントロールのすべて』ビジネス社、2008年2月21日。ISBN 978-4-8284-1412-6。
- 『英語は逆から学べ!』フォレスト出版、2008年3月20日。ISBN 978-4-8945-1296-2。
- 『洗脳 スピリチュアルの妄言と精神防衛テクニック』三才ブックス、2008年6月20日。ISBN 978-4-86199-130-1。
- 『年収が10倍アップする 超金持ち脳の作り方』宝島社、2008年6月17日。ISBN 978-4-7966-6127-0。
- 『本当はすごい私 一瞬で最強の脳をつくる10枚のカード』講談社、2008年8月6日。ISBN 978-4-06-214648-7。
- 『知的生産力が無限大にアップする 超人脳の作り方』アスコム、2008年9月2日。ISBN 978-4-7762-0507-4。
- 『英語は逆から学べ!実践トレーニング編 聴くだけで英語脳ができるバイノーラルCD付き!』フォレスト出版、2008年9月4日。ISBN 978-4-8945-1317-4。
- 『自伝ドクター苫米地「脳の履歴書」―この「成功哲学」に学べ』主婦と生活社、2008年9月12日。ISBN 978-4-391-13525-1。
- 『努力はいらない!「夢」実現脳の作り方』マキノ出版、2008年9月16日。ISBN 978-4-8376-7102-2。
- 『残り97%の脳の使い方』フォレスト出版、2008年11月12日。ISBN 978-4894513235。
- 『親子で使える天才思考 IQ200になる習慣』東洋館出版社、2008年。ISBN 978-4-4910-2389-2。 『頭のよい子の親がしている28の習慣 IQを高める天才思考』だいわ文庫 2015
- 『世界一簡単に目標がかなう 成功脳の作り方』日本文芸社、2008年11月27日。ISBN 978-4-5372-5628-4。

### 2009年
- 『営業は「洗脳」― 一瞬でお客様を支配する禁断の営業術』サイゾー、2009年1月1日。ASIN B00O4TE65S。ISBN 978-4-9042-0900-4。
- 『苫米地式コーチング』インデックス・コミュニケーションズ、2009年2月20日。ISBN 978-4-7573-0562-5。
- 『「1日10分」で脳が生まれ変わる「なりたい自分」になるいちばん簡単な方法』イースト・プレス、2009年3月19日。ASIN B00IHQLZAS。ISBN 978-4-7816-0104-5。
- 『英語は逆から学べ!上級トレーニング編』フォレスト出版、2009年3月19日。ISBN 978-4-8945-1340-2。
- 『努力ゼロでやせる！脳活性ダイエットＣＤ』マキノ出版、2009年4月24日。ISBN 978-4-8376-6150-4。
- 『脳にいい勉強法』アスコム、2009年5月20日。ISBN 978-4-7762-0551-7。
- 『すごいリーダーは「脳」がちがう』三才ブックス、2009年5月22日。ISBN 978-4-8619-9198-1。
- 『脳を味方につける生き方』三笠書房、2009年6月4日。ISBN 978-4-8379-2328-2。
- 『一瞬で相手をオトす洗脳術 禁断の「一目ぼれ」テクニック【特殊音源CD付】』マキノ出版、2009年6月15日。ISBN 978-4-8376-7114-5。
- 『まずは親を超えなさい!~最新の脳科学と認知心理学を基にした自己実現プログラムTPIE公式ブック』フォレスト出版、2009年7月7日。ISBN 978-4-8945-1355-6。
- 『超「時間脳」で人生を10倍にする』宝島社、2009年7月10日。ISBN 978-4-7966-7077-7。
- 『ビジネス成功脳 スピード構築』日本文芸社、2009年7月18日。ISBN 978-4-5372-5688-8。
- 『「1日10分」でスピード脳に生まれ変わる』イースト・プレス、2009年8月19日。ISBN 978-4-7816-0229-5。
- 『テレビは見てはいけない 脱・奴隷の生き方』PHP研究所〈PHP新書〉、2009年9月15日。ISBN 978-4-569-69993-6。
- 『英語は逆から学べ!英会話トレーニング編』フォレスト出版、2009年9月16日。ISBN 978-4894513662。
- 『夢が勝手にかなう手帳2010』講談社〈講談社BIZ〉、2009年10月1日。ISBN 978-4-06-282129-2。
- 『とてつもない未来を引き寄せる予見力』徳間書店、2009年10月20日。ISBN 978-4-1986-2666-2。
- 『苫米地思考ノート術―脳を活性化し人生を劇的に変える最強思考ノート』オープンエンド、2009年11月。ISBN 978-4-8950-0127-4。
- 『夢が勝手にかなう脳』講談社〈講談社BIZ〉、2009年11月4日。ISBN 978-4-06-282118-6。
- 『なりたい自分になれる 最強の自己プロデュース力』日東書院本社、2009年11月7日。ISBN 978-4-5280-1311-7。
- 『すべての仕事がやりたいことに変わる―成功をつかむ脳機能メソッド40』サイゾー、2009年12月2日。ASIN B00O4TE64Y。ISBN 978-4904209028。
- 『苫米地英人、宇宙を語る』角川春樹事務所、2009年12月21日。ISBN 978-4-75841149-3。
- 『脳機能を活性化する「超」快眠術』牧野出版、2009年12月22日。ISBN 978-4895001281。

### 2010年
- 『夢が勝手にかなう「気功」洗脳術～脳科学から見た「気功」の正体【覚醒CD付】』マキノ出版、2010年3月15日。ISBN 978-4-8376-7126-8。
- 『フリー経済学入門』フォレスト出版、2010年3月18日。ASIN B00MY68G1I。ISBN 978-4894513891。
- 『頭が10倍よくなる超睡眠脳の作り方』宝島社、2010年3月20日。ISBN 978-4-7966-7440-9。
- 『「ツキ」を引き寄せる洗脳術?自分を磨き上げる秘密のメソッド34』三才ブックス、2010年4月9日。ISBN 978-4-86199-254-4。
- 『苫米地式「幸せ脳」のつくり方』イースト・プレス、2010年5月11日。ISBN 978-4-7816-0391-9。
- 『本番に強い脳と心のつくり方 スポーツで頭がよくなる』PHP研究所〈PHP新書〉、2010年5月14日。ISBN 978-4-569-79001-5。
- 『人を動かす [超] 話し方トレーニング』ソフトバンククリエイティブ、2010年5月29日。ISBN 978-4-7973-5599-4。
- 『なぜ、脳は神を創ったのか?』フォレスト出版〈フォレスト2545新書〉、2010年6月4日。ASIN B00MY68KAK。ISBN 978-4-8945-1815-5。
- 『「生」と「死」の取り扱い説明書』ベストセラーズ、2010年6月26日。ISBN 978-4-5841-3240-1。
- 『洗脳力』アスコム〈アスコムBOOKS〉、2010年7月2日。ISBN 978-4-7762-0620-0。
- 『ドクター苫米地 すごい夢実現ＣＤブック』マキノ出版、2010年7月15日。ISBN 978-4-8376-6177-1。
- 『あなたは常識に洗脳されている』大和書房、2010年8月19日。ISBN 978-4-4797-9299-4。
- 『コンフォートゾーンの作り方』フォレスト出版、2010年8月23日。ASIN B00MY68CV2。ISBN 978-4894514133。
- 『その検索はやめなさい』主婦と生活社、2010年8月27日。ISBN 978-4-391-13960-0。
- 『ほんとうに頭がよくなる「速読脳」のつくり方 苫米地式〈ハイサイクル・リーディング〉』PHP研究所〈PHP文庫〉、2010年9月1日。ISBN 978-4-569-67473-5。
- 『人生を劇的に好転させる自己洗脳ルール44』学研パブリッシング、2010年9月10日。ISBN 978-4-0540-4698-6。
- 『「超ネット社会」で絶対成功する脳と心のつくり方』PHP研究所、2010年9月10日。ISBN 978-4-569-79108-1。
- 『英語は訳さず学べ!キンドル・iPad・iPhone対応 ドクター苫米地の次世代英語脳のつくり方』徳間書店、2010年9月16日。ISBN 978-4-1986-3018-8。
- 『幻想と覚醒』三才ブックス、2010年9月25日。ISBN 978-4-8619-9295-7。
- 『お釈迦さまの脳科学 釈迦の教えを先端脳科学者はどう解くか?』小学館〈小学館101新書〉、2010年10月1日。ASIN B00SSYGJV4。ISBN 978-4-0982-5096-7。
- 『「婚活」がなくなる日』主婦の友社〈主婦の友新書〉、2010年10月6日。ISBN 978-4-0727-3063-8。
- 『脱洗脳教育論―日本再生のカギはすべてここにある!!』牧野出版、2010年10月。ISBN 978-4-8950-0142-7。
- 『聴くだけ！クラシック音楽で脳が目覚める』徳間書店、2010年11月27日。ISBN 978-4-1986-3093-5。
- 『洗脳を解けば、人生はすべてうまくいく』日本文芸社、2010年11月27日。ISBN 978-4-537-25795-3。
- 『バイリンガルは二重人格』フォレスト出版〈forest2545shinsyo〉、2010年12月3日。ISBN 978-4894518278。
- 『脳を鍛える「超」記憶法』アスコム、2010年12月13日。ISBN 978-4-7762-0643-9。
- 『夢が勝手にかなう手帳2011』サイゾー、2011年12月25日。ISBN 978-4-9042-0910-3。

### 2011年
- 『脳単マッピング』フォレスト出版、2011年1月7日。ISBN 978-4894514270。
- 『なりたい自分になれる就活の極意 脳機能学者が明かす「自分プロデュース就活術」』サイゾー、2011年1月24日。ASIN B00O4TE6A8。ISBN 978-4-9042-0911-0。
- 『今日からポジティブな自分に生まれ変わる!』日東書院本社、2011年1月27日。ISBN 978-4-5280-1312-4。
- 『DVD付 見るだけでやせる自己催眠ダイエット』ミリオン出版〈GLIDE MEDEIA MOOK 96〉、2011年1月27日。ISBN 978-4-8130-8096-1。
- 『日本人よ、目を覚ませ!』サン出版、2011年2月21日。ISBN 978-4-9045-9883-2。
- 『薔薇色脳』主婦と生活社、2011年2月25日。ISBN 978-4-391-14018-7。
- 『Dr.苫米地の脱洗脳禁煙術』WAVE出版、2011年3月24日。ISBN 978-4-8729-0512-0。
- 『クロックサイクルの速め方』フォレスト出版、2011年3月25日。ISBN 978-4894514386。
- 『一生幸福になる超訳般若心経』学研パブリッシング、2011年4月1日。ISBN 978-4-0540-4913-0。
- 『0～5歳で決まる！脳の力を無限に引き出す幼児教育』扶桑社、2011年4月23日。ISBN 978-4-5940-6391-7。
- 『ディベートで超論理思考を手に入れる』サイゾー、2011年5月6日。ASIN B00O4TE6B2。ISBN 978-4-9042-0913-4。
- 『日本の盲点（スコトーマ）洗脳から脱出する超技術』ヒカルランド、2011年5月30日。ISBN 978-4-9050-2729-4。
- 『利権の亡者を黙らせろ―日本連邦誕生論』講談社、2011年6月13日。ISBN 978-4-06-216972-1。
- 『現代版 魔女の鉄槌』フォレスト出版、2011年6月22日。ISBN 978-4894514461。
- 『夢をかなえる方程式』フォレスト出版〈Forest2545shinsyo 43〉、2011年8月6日。ISBN 978-4894518438。
- 『思うままに夢がかなう 超 瞑想法』PHP研究所、2011年8月29日。ISBN 978-4-569-79902-5。
- 『「オトナ脳」は学習できない!』フォレスト出版〈Forest2545shinsyo〉、2011年8月29日。ASIN B00MY68KPA。ISBN 978-4-8945-1837-7。
- 『モーツァルトの奇跡！驚異の"重ね聴き"能力開発法』宝島社〈宝島MOOK〉、2011年9月15日。ISBN 978-4-7966-8339-5。
- 『気を整えて夢をかなえるリセット整理術』永岡書店、2011年9月16日。ISBN 978-4-5224-3045-3。
- 『ドクター苫米地流「天才脳」子育て術』ミリオン出版〈グライドメディアムック〉、2011年9月16日。ISBN 978-4-8130-8128-9。
- 『グレインサイズの高め方』フォレスト出版、2011年9月23日。ISBN 978-4894514591。
- 『「1日10分」でひらめき脳に生まれ変わる』イースト・プレス、2011年9月29日。ISBN 978-4-7816-0591-3。
- 『人を動かす「超」書き方トレーニング』ソフトバンククリエイティブ、2011年11月15日。ISBN 978-4-7973-6194-0。
- 『洗脳論語』三才ブックス
- 『夢が勝手にかなう手帳2012』サイゾー、2011年12月13日。ISBN 978-4-9042-0918-9。
- 『君は1万円を破れるか? お金の洗脳を解くと収入が倍増する』マキノ出版、2011年12月15日。ISBN 978-4-8376-7161-9。

### 2012年
- 『苫米地式超光速コミュニケーション術―一瞬で伝わる・動かす・ともに幸せになる』大和出版、2012年1月20日。ISBN 978-4-8047-1772-2。
- 『夢をかなえるPX2完全マスター なりたい自分になれる!』学研パブリッシング、2012年2月3日。ISBN 978-4-0540-5227-7。
- 『洗脳広告代理店 電通』サイゾー、2012年2月14日。ASIN B00O4TE6LW。ISBN 978-4-9042-0919-6。
- 『「日本」を捨てよ』PHP研究所、2012年3月15日。ISBN 978-4-569-80006-6。
- 『経済大国なのになぜ貧しいのか？』フォレスト出版、2012年3月21日。ISBN 978-4-8945-1493-5。
- 『宗教の秘密 世界を意のままに操るカラクリの正体』PHP研究所、2012年3月19日。ISBN 978-4-569-80313-5。
- 『圧倒的な価値を創る技術[ ゲシュタルトメーカー]』ヒカルランド、2012年4月9日。ISBN 978-4-8647-1008-4。
- 『正義という名の洗脳』大和書房、2012年6月21日。ISBN 978-4-4797-9355-7。
- 『「頭のゴミ」を捨てれば、脳は一瞬で目覚める！』徳間書店、2012年6月22日。ASIN B00JP3222M。ISBN 978-4-19-863401-8。
- 『別冊宝島1904 図解でわかる！ 年収1億円プレ-ヤ-の仕事哲学』宝島社〈別冊宝島〉、2012年9月15日。ISBN 978-4-8002-0176-8。
- 『30代で思い通りの人生に変える69の方法』泰文堂、2012年9月21日。ISBN 978-4-8030-0374-1。
- 『苫米地英人の金持ち脳』徳間書店、2012年10月23日。ASIN B00JM1I9OM。ISBN 978-4-19-863499-5。
- 『「イヤな気持ち」を消す技術』フォレスト出版、2012年11月18日。ISBN 978-4-8945-1536-9。
- 『日本買収計画』サイゾー、2012年12月3日。ASIN B00O4TE6MG。ISBN 978-4-9042-0923-3。
- 『夢が勝手にかなう手帳2013 (Club Tomabechi)』サイゾー、2012年12月18日。ISBN 978-4-9042-0925-7。

### 2013年
- 『原発洗脳 アメリカに支配される日本の原子力』日本文芸社、2013年1月25日。ASIN B00KCB2A6O。ISBN 978-4537259889。
- 『別冊宝島1939年収1億円稼ぐ！脳の磨き方』宝島社〈別冊宝島〉、2013年1月29日。ISBN 978-4-8002-0481-3。
- 『まずは、「信じる」ことをやめなさい』泰文堂、2013年2月26日。ASIN B00JUCHCPA。ISBN 978-4-8030-0422-9。
- 『がんを克服できる脳』主婦と生活社、2013年3月29日。ISBN 978-4-391-14297-6。
- 『税金洗脳が解ければ、あなたは必ず成功する』サイゾー、2013年4月24日。ASIN B00OYTLJPS。ISBN 978-4-9042-0927-1。
- 『脳に免疫力をつければ病気にならない!』徳間書店、2013年4月25日。ASIN B00K08WYW4。ISBN 978-4-19-863600-5。
- 『図解でわかる!君も年収1億円プレーヤーになれる』宝島社、2013年5月11日。ISBN 978-4-8002-1063-0。
- 『「真のネット選挙」が国家洗脳を解く!』サイゾー、2013年6月28日。ASIN B00PYQIFKM。ISBN 978-4-9042-0928-8。
- 『TPPが民主主義を破壊する!』サイゾー、2013年7月13日。ISBN 978-4-9042-0929-5。
- マーク・シューベルト 監修『「言葉」があなたの人生を決める』フォレスト出版、2013年8月8日。ISBN 978-4-8945-1579-6。
- 『ため息をやめれば 年収1億円への道が開ける』宝島社、2013年8月26日。ISBN 978-4-8002-1400-3。
- 『「言葉」があなたの人生を決める【実践ワークブック】』フォレスト出版、2013年9月13日。ISBN 978-4-8945-1585-7。
- 『Dr.苫米地の「脳力」の使い方』徳間書店、2013年9月13日。ASIN B00JX9IMHC。ISBN 978-4-19-863659-3。
- 『立ち読みしなさい！』サイゾー〈ありがとう出版〉、2013年10月10日。ASIN B00RFWEDCW。ISBN 978-4904-20931-8。
- 『憲法改正に仕掛けられた4つのワナ』サイゾー、2013年10月18日。ASIN B00QKQQ40S。ISBN 978-4904209363。
- 『洗脳学園』PHP研究所〈スマッシュ文庫〉、2013年11月12日。ISBN 978-4-569-76100-8。

### 2014年
- 『ビジネスで圧勝できる脳科学』サイゾー、2014年1月8日。ISBN 978-4-9042-0940-0。
- 『認知科学への招待』サイゾー、2014年1月27日。ASIN B00NVLCKX0。ISBN 978-4-9042-0939-4。
- 『空海は、すごい 超訳 弘法大師のことば』PHP研究所、2014年2月12日。ASIN B00OCRUYDU。ISBN 978-4-569-81681-4。
- 『脳は休ませると10倍速になる!』宝島社、2014年2月20日。ISBN 978-4-8002-2160-5。
- 『15歳若返る脳の磨きかた 苫米地式ブレイン・アンチエイジング』フォレスト出版、2014年2月21日。ASIN B00MY68M0S。ISBN 978-4-8945-1607-6。
- 『苫米地英人大全1 成功への思考法』KKロングセラーズ〈ロング新書〉、2014年2月27日。ISBN 978-4-8454-0929-7。
- 『新・夢が勝手にかなう手帳 (4月スタート・2014年度版)』サイゾー、2014年3月17日。ISBN 978-4-9042-0944-8。
- 『悩みを幸せに変える法則』主婦と生活社、2014年4月25日。ASIN B00UJC2JIU。ISBN 978-4-391-14477-2。
- 『日本人の99%が知らない戦後洗脳史 嘘で塗固められたレジーム』ヒカルランド〈Knock‐the‐Knowinシリーズ007〉、2014年4月28日。ASIN B00ORINMFG。ISBN 978-4-8647-1194-4。
- 『脳の呪縛を解く方法』中経出版、2014年5月19日。ISBN 978-4-04-600326-3。
- 『アベノミクスを越えて』サイゾー、2014年5月26日。ASIN B00MW55GY6。ISBN 978-4-9042-0952-3。
- 『夢がかなう脳！「悟りの力」で脳力を全開にする究極メソッド』PHP研究所、2014年8月7日。ISBN 978-4-569-81948-8。
- 『「騙す脳」を作る』徳間書店、2014年8月23日。ISBN 978-4-1986-3814-6。
- 『君も年収1億円プレーヤーになれる』宝島社〈宝島SUGOI文庫〉、2014年9月4日。ISBN 978-4-8002-3146-8。
- 『超一流脳のつくり方』エイ出版社、2014年9月27日。ASIN B00U2NLGFI。ISBN 978-4-7779-3364-8。
- 『思うままに夢がかなう 超瞑想法』PHP研究所〈PHP文庫〉、2014年10月1日。ASIN B00TEZQD8K。ISBN 978-4-569-76260-9。
- 『全速脳 脳は鍛えると100倍加速する』宝島社、2014年10月9日。ISBN 978-4-8002-2951-9。
- 『カジノは日本を救うのか?』サイゾー、2014年11月17日。ASIN B00P2ZRS58。ISBN 978-4-9042-0956-1。
- 『『21世紀の資本論』の問題点』サイゾー、2014年12月24日。ASIN B00QKQQ3R2。ISBN 978-4-9042-0965-3。

### 2015年
- 『英語は右脳で学べ！』中経出版、2015年1月30日。ISBN 978-4-0460-0675-2。
- 『《思いのままにお金を集める》Dr.苫米地式資産運用法なら誰もが絶対にrichになれる！』ヒカルランド〈Knock‐the‐Knowinシリーズ012〉、2015年2月18日。ISBN 978-4-8647-1254-5。
- 『頭のよい子の親がしている28の習慣IQを高める天才思考』大和書房〈だいわ文庫〉、2015年3月10日。ISBN 978-4-4793-0524-8。
- 『新・夢が勝手にかなう手帳(4月スタート・2015年度版)』サイゾー、2015年3月18日。ISBN 978-4904209691。
- 『40歳から「差がつく」生き方 奴隷マインドを捨て、ノット・ノーマルで行け！』PHP研究所、2015年3月18日。ISBN 978-4-569-82397-3。
- 『コーポレートコーチング 利益を756倍にした驚くべき組織改革術』開拓社 2015
- 『自分を大きく変える偉人たち、100の言葉 Dr.苫米地式名言活用術』TAC株式会社出版事業部 2015
- 『すごい私になれる魔法の名言 動きがとれない「今」を変えるための50のヒント』主婦と生活社 2015
- 『洗脳経済 150年の呪縛』ビジネス社 2015
- 『Dr.苫米地式資産運用法なら誰もが絶対にrichになれる!思いのままにお金を集める』ヒカルランド 2015
- 『201冊目で私が一番伝えたかったこと』ヴィレッジブックス 2015
- 『日本サイバー軍創設提案 危機迫る!サイバー戦争最前線』サイゾー 2015
- 『日本人だけが知らない戦争論』フォレスト出版 2015
- 『人間は「心が折れる」からこそ価値がある 人工知能時代に成功する人の考え方』PHP研究所 2015
- 『人はなぜ、宗教にハマるのか?』フォレスト出版 2015
- 『明治維新という名の洗脳 150年の呪縛はどう始まったのか?』ビジネス社 2015

### 2016年
- 『あなたの収入が必ず増える!!即断即決「脳」のつくり方』ゴマブックス 2016
- 『俺のギター』サイゾー 2016
- 『思考停止という病』KADOKAWA 2016
- 『すべてを可能にする数学脳のつくり方』ビジネス社 2016
  - 後に新装・加筆して、『夢を実現する数学的思考のすべて』ビジネス社 2019
- 『TPPに隠された本当の恐怖 ついに明らかになった危険すぎるシナリオ』サイゾー 2016
- 『もうこれ以上、人間関係で悩まない極意 今こそ、「縁起人」として生きろ。』TAC株式会社出版事業部 2016

### 2017年
- 『2050年 衝撃の未来予想』TAC出版
- 『「感情」の解剖図鑑』誠文堂新光社
- 『明治維新という名の洗脳』
- 『音楽と洗脳』徳間書店
- 『自分のリミッターをはずす！ 完全版 変性意識入門』ビジネス社

### 2018年
- 『ストレス、不安、迷いが一瞬で消える！ 超瞑想法』 PHP研究所
- 『いい習慣が脳を変える 健康・仕事・お金・IQ すべて手に入る!』 KADOKAWA

### 2019年
- 『「性格」のカラクリ』誠文堂新光社
- 『近未来のブッダ』サンガ
- 『プロが知るべき 仮想通貨の真実』サイゾー
- 『超悟り入門』徳間書店

### 2020年
- 『苫米地式聴くだけで脳が生まれ変わるCDブック』清談社Publico, 2020.2

### 2021年
- 『地球にやさしい「本当のエコ」』サイゾー
- 『世襲議員という巨大な差別』サイゾー
- 『デジタル・ベーシックインカムで日本は無税国家になる!』サイゾー

### 電子書籍
- 『絶対成功する44のルール』コグニティブリサーチラボ株式会社、2013年3月4日。ASIN B00BPEOA9W。
- 『1日10分!「英語脳」の作り方』コグニティブリサーチラボ株式会社、2013年7月22日。ASIN B00E3PSH0S。
- 『苫米地流「超」記憶法』コグニティブリサーチラボ株式会社、2013年8月1日。ASIN B00EATXKDQ。
- 『超ネット社会の成功術』コグニティブリサーチラボ株式会社、2013年9月17日。ASIN B00F9YWHBM。
- 『ポジティブライフの教科書』コグニティブリサーチラボ株式会社、2013年10月7日。ASIN B00FP81CT0。
- 『年収が10倍になる速読トレーニング』コグニティブリサーチラボ株式会社、2013年12月23日。ASIN B00HHKQXSY。
- 『「脱常識」力』コグニティブリサーチラボ株式会社、2014年1月22日。ASIN B00HZXJKTM。
- 『反日を生む政治家のウソ』コグニティブリサーチラボ株式会社、2014年1月26日。ASIN B00I2IMBCM。
- 『時給10万円も夢じゃない！とっておきのビジネス思考』2014年4月17日。ASIN B00JRNY65G。
- 『明日から別人、周りの環境も変わる 性格改善のヒント』コグニティブリサーチラボ株式会社、2014年5月19日。ASIN B00KFTBOEM。
- 『夢を叶える脳力トレーニング』コグニティブリサーチラボ株式会社、2014年6月22日。ASIN B00L7FAG6A。
- 『75の整理術』コグニティブリサーチラボ株式会社、2014年11月23日。ASIN B00Q2K2DGQ。
- 『さよなら婚活』コグニティブリサーチラボ株式会社、2014年12月25日。ASIN B00RGEQC0U。
- 『日本サイバー軍創設提案～すでに日本はサイバー戦争に巻き込まれた～』2015年2月26日。ASIN B00U29GPE4。

### 共著
- 前田雄吉 共著『人の上に立つ超脳力―新ビジネスリーダー10の条件』主婦と生活社、2008年4月18日。ISBN 978-4-3911-3485-8。
- 本橋信宏 共著『「洗脳」プロファイリング 重大未解決事件の犯人を追え!』宝島社、2009年12月4日。ISBN 978-4-7966-7270-2。第22回日本トンデモ本大賞ノミネート作品[71]
- 張永祥『すごい氣が出るDVDブック ドクター苫米地＆“神の手”氣功師』マキノ出版、2010年5月29日。ISBN 978-4-8376-6170-2。
- 荒了寛 共著『悟りの教科書「煩悩力」を生かせ』集英社インターナショナル、2011年7月26日。ISBN 978-4-7976-7216-9。
- 安達元一 原案、共著『脳のリミッターを外せ!』アスコム、2011年2月28日。ASIN B00KR4ZEKA。ISBN 978-4-7762-0655-2。
- 中村うさぎ 共著『騙されない生き方』日本文芸社、2011年6月24日。ISBN 978-4-5372-5845-5。
- フィデル・カストロ・ディアスバラールト 共著『もう一歩先の世界へ 脱資本主義の革命が始まった』徳間書店、2011年7月29日。ISBN 978-4-1986-3200-7。
- DaiGo 共著『DaiGoメンタリズムvs.Dr.苫米地"脱洗脳" すべての「超能力」は再現できる!?』ヒカルランド、2012年6月4日。ISBN 978-4-8647-1026-8。
- 本橋信宏 共著『ドクター苫米地が真犯人を追う！11大未解決事件』宝島社、2012年8月4日。ISBN 978-4-8002-0077-8。
- 荒了寛 共著『煩悩の教科書 あなたも菩薩になる』集英社インターナショナル、2013年3月26日。ISBN 978-4-7976-7232-9。
- 箱崎空 共著『TPPで日本支配をたくらむ者の正体』サイゾー、2013年9月27日。ASIN B00NVLSLGA。ISBN 978-4-9042-0934-9。

## 監修・解説
- ハワード・ダリー、チャールズ・フレミング 著 平林 祥 翻訳『ぼくの脳をかえして ～ロボトミー手術に翻弄されたある少年の物語～』WAVE出版、2009年11月21日。ISBN 978-4-8729-0444-4。
- ルー・タイス 原 著、田口未和 訳『アファメーション』フォレスト出版、2011年11月24日。ISBN 978-4-8945-1473-7。

### 翻訳
- Harvey M. Weinstein 原著『CIA洗脳実験室―父は人体実験の犠牲になった』デジタルハリウッド出版局、2000年4月。ISBN 978-4925140188。
- ダービー・チェケッツ 原著『自分の人生にレバレッジをかけなさい!―このやり方で、伸びない人はいない!』三笠書房、2009年10月。ISBN 978-4-8379-5701-0。
- 『一生幸福になる超訳般若心経』学研パブリッシング 2011 PHP文庫、2015

## 関連書
- 谷川葉 警察が狙撃された日―国松長官狙撃事件の闇 講談社プラスアルファ文庫（講談社）
- 『別冊宝島1655 貯金3000万円を目指す！「究極」のお金の授業』宝島社〈別冊宝島〉、2009年10月5日。ISBN 978-4-7966-7442-3。
- 『別冊宝島1731 超ビジネス脳の作り方 速読で脳と仕事が変わる！』宝島社〈別冊宝島〉、2011年2月15日。ISBN 978-4-7966-8090-5。
- 別冊宝島編集部 編『速読で脳と仕事が変わる!』宝島社〈宝島SUGOI文庫〉、2011年9月6日。ISBN 978-4-7966-8619-8。
- ベストセラーズチャンネル『ベストセラービジネス書の「すごい！ 仕事術」』PHP研究所、2011年12月22日。ISBN 978-4-569-80124-7。

## CD
- 『夢を実現する人の脳の中』（苫米地英人 × 鶴岡秀子）（フォレスト出版）
- 『苫米地式目標達成プログラム』（講師：苫米地英人）
- 『オールライフコーチング』集大成メソッド・非言語式オールライフコーチング（講師：苫米地英人）（フォレスト出版）

他多数

## DVD
- 『ブレインラーニング』TOEICテスト対策&英語教材（監修：苫米地英人）（フォレスト出版）
- 『ブレインスピーキング』最新の脳科学に基づく英語脳プログラム（監修：苫米地英人）（フォレスト出版）
- 『脳のCPUをハイスペックにかえる！超高速脳ブートキャンプ』情報処理能力と同時並列処理を可能にする能力開発教材（フォレスト出版）
- 『脳を「複数タスク同時処理モデル」にかえる！超並列脳マルチブースト・グレインサイズ』脳を「超並列処理モデル」にかえるトレーニングプログラム（フォレスト出版）
- 『マインド・プロファイリング』 プロファイリングと会話術の教材（フォレスト出版）

他多数

## 監修作品
- 『放送禁止 洗脳～邪悪なる鉄のイメージ～』映画（ポニーキャニオン） - 出演者の演技アドバイス及び洗脳に関する解説者として実名で出演[72]
- 『ケータイ捜査官7』テレビドラマ（監修：苫米地英人 主演：窪田正孝）（テレビ東京）
- 『神様のパズル』映画（監修：苫米地英人 主演：市原隼人 谷村美月）（角川春樹事務所） - 物理学教授役で一部出演
- 『キイナ～不可能犯罪捜査官～』テレビドラマ（監修：苫米地英人 主演：菅野美穂）（日本テレビ）最終回2009年3月18日
- 『明日使える心理学!テッパンノート』バラエティ番組（監修/出演：苫米地英人 司会：島田紳助）(TBS)2008年4月23日-9月3日

## 出演作品

### テレビ番組
- 博士も知らないニッポンのウラ（ミランカ）
- ニッポン・ダンディ（TOKYO MX、2013年4月 - 2014年3月） - 木曜ダンディ
- バラいろダンディ（TOKYO MX、2014年4月 - ） - 月曜ダンディ (隔週)
- 橋下×羽鳥の番組（テレビ朝日、2017年1月30日）

### ラジオ番組
- Daily Planet（TOKYO FM、2008年9月4日）